# Monika Dobberstein

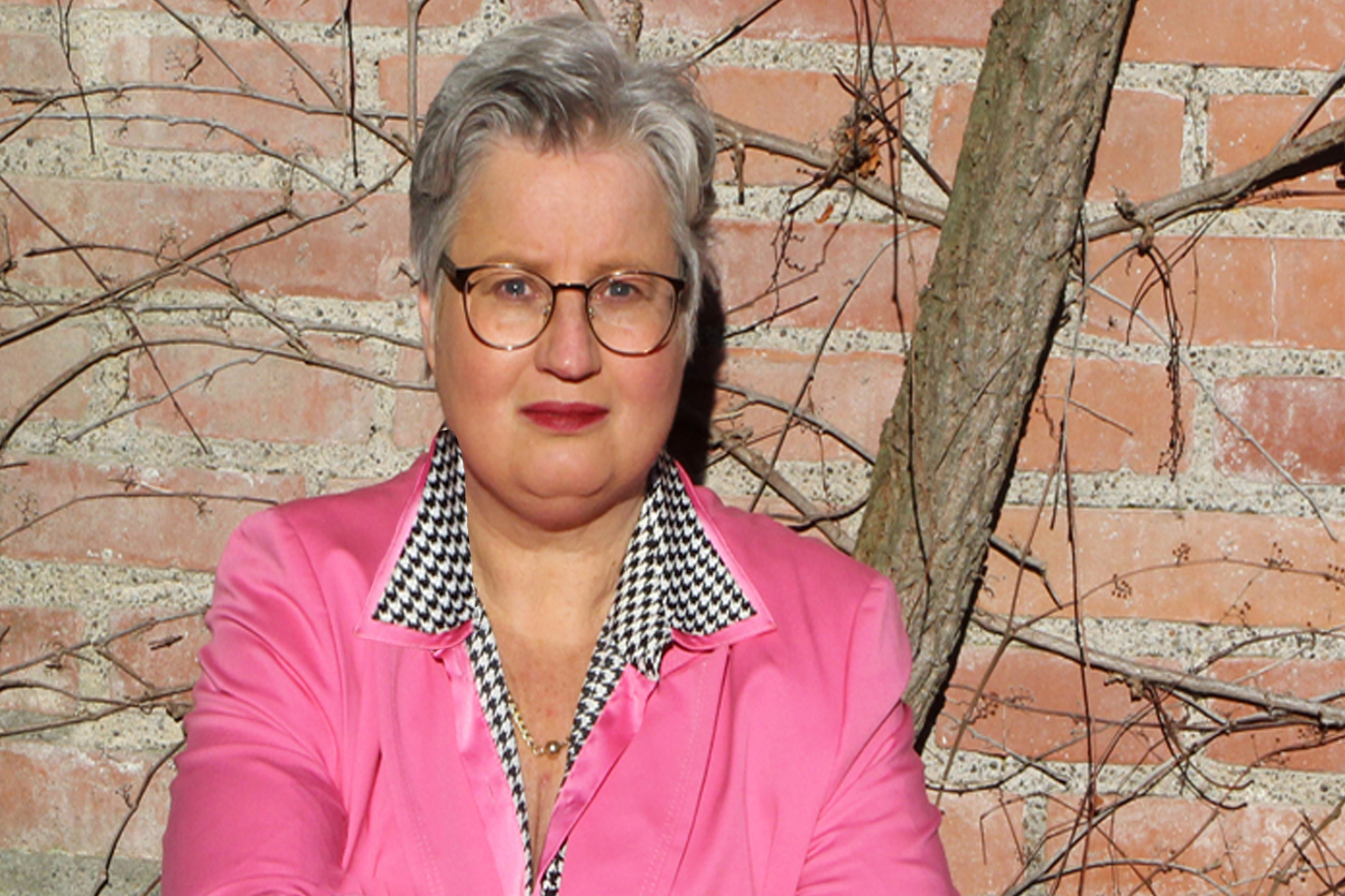
Monika Dobberstein

 Monika Dobberstein (* 1967) ist eine deutsche Stadtplanerin, Hochschullehrerin und Managerin.

## Werdegang
Dobberstein studierte von 1987 bis 1993 an der Fakultät Raumplanung der Universität Dortmund und wurde dort 1997 promoviert. Als wissenschaftliche Hilfskraft und Assistentin war sie über acht Jahre am Fachgebiet Gewerbeplanung und im Büro BGS Büro für Gewerbeplanung und Stadtentwicklung beschäftigt. Noch während des Studiums und der Promotion konzentrierte sie sich auf Fragestellungen, die die Prognosefähigkeit von Büromärkten zum Inhalt hatten. Für ihre Dissertation erhielt sie 1998 den Immobilienforschungspreis.
Anschließend wechselte Dobberstein zur Immobilien Management Gesellschaft, einer Tochtergesellschaft der IKB Deutsche Industriebank in Düsseldorf. Dort erstellte sie Markt- und Standortanalysen im Vorfeld von Neufinanzierungen und Nutzungskonzepte für sogenannte notleidende Engagements und entwickelte Immobilienmarkt- und Objektdatenbanken sowie ein Immobilienrating-Modell im Rahmen von Basel II.
Gleich zu Beginn ihrer Tätigkeit bei der IKB entwickelte sie im Auftrag von Arthur Andersen eine Portfolioanalyse für die DeTeImmobilien (Immobiliengesellschaft der Deutschen Telekom) und wandte die Methode beispielhaft für die Standorte Düsseldorf und München an. U.a. diese Analyse führte 2001 bei der DeTe Immobilien zu einer Wertberichtigung in Höhe von 2,2 Mrd. €, zu jahrelangen Gerichtsverfahren, die die Anleger wegen Bilanzfälschung und Kapitalanlagebetrugs im Rahmen des Börsenganges der Deutschen Telekom anstrengten und waren letztlich der Anfang vom Ende der Ära „Ron Sommer“ bei der Deutschen Telekom.
Zuletzt betreute sie im Rahmen eines Restitutionsprozesses einen Investorenwettbewerb für das Berliner Grundstück Am Zirkus 1, auf dem in den 1920er Jahren das Große Schauspielhaus des Theaterregisseurs Max Reinhard und später der erste Friedrichstadtpalast stand. Käufer wurde die Deutsche Immobilien, die schließlich ein Hotel mit 300 Zimmern und 87 Luxuswohnungen errichtete.
Danach war Dobberstein als Assistentin des Vorstandes für die B&L Immobilien AG tätig, eine im MDAX notierte Aktiengesellschaft. Insbesondere begleitete sie den Ankauf der LEG Schleswig-Holstein mit einem Wohnungsbestand von 18.000 Wohnungen, eine sich anschließende Kapitalerhöhung zur Finanzierung des Unternehmenserwerbs, den Verkauf des Wandsbek-Quarres mit einer Verkaufsfläche von 40.000 m², den Ankauf des Grundstückes Reeperbahn 1, auf dem heute die Tanzenden Türme stehen und die Teilnahme an einem Investorenwettbewerb für das Bonner Loch.
2002 folgte Dobberstein dem Ruf an das Department Stadtplanung der Technischen Universität Hamburg, das später Bestandteil der neu gegründeten HafenCity Universität (HCU) wurde. Als Professorin und Lehrstuhlinhaberin für Gewerbeplanung und Wirtschaftsförderung lehrte und forschte sie zu Fragestellungen um das Thema „Immobilie und Stadt“. Sie etablierte den Studiengang „Stadtplanung“ in der privaten Immobilienwirtschaft, so dass ca. 30 % der Absolventen einen Einstieg in die Immobilienwirtschaft fanden. In der Gründungsphase der HCU entwickelte Dobberstein eine Strategie für den Aufbau eines Forschungs- und Lehrschwerpunktes „Immobilie und Stadt“, das Zustimmung und Unterstützung bei Politik und Wirtschaft fand.
2007 wechselte Dobberstein zurück in die Privatwirtschaft und arbeitete als Prokuristin im Hamburger Capital Market Team des Consultingunternehmens Jones Lang Lasalle. Dort betreute sie u. a. den Verkauf des Esso-Hochhauses in der City-Nord, das nach dem Verkauf für die Allianz saniert wurde, und beriet das Verlagshaus Gruner + Jahr in Bezug auf einen potentiellen Ankauf des Bestandsgebäudes am Baumwall und die Prüfung alternativer Standorte in Hamburg.
Nach der Finanzkrise übernahm sie als Niederlassungsleiterin Deutschland von 2009 bis 2014 den deutschen Marktantritt des niederländischen Softwareunternehmens Reasult BV und war anschließend ein Jahr Leiterin der Unternehmenskommunikation bei der Procom Invest GmbH & Co. KG, wo sie u. a. die Kommunikation zum Bürgerentscheid über die Bebauung des Grundstückes Zeisehallen II verantwortete.
2016 übernahm Dobberstein ihre erste Geschäftsführungsposition als Alleingeschäftsführerin der Wirtschaft und Marketing Soest GmbH. Dort leitete sie drei Großprojekte, von denen zwei (Entwicklung der Adam-Kaserne, Entwicklung Gewerbe- und Industriegebiet Wasserfuhr I) vollständig umgesetzt wurden, das dritte Projekt wurde weit vorangetrieben (Sanierungskonzept für Altlasten, Landeswettbewerb für städtebaulichen Entwurf.) Darüber hinaus verantwortete sie die klassische Wirtschaftsförderung, das Stadtmarketing mit der Tourist-Information, das Management der Stadthalle sowie die innerstädtischen Veranstaltungen.
Dobberstein lehrte an der Universität Dortmund, der TU Hamburg, der HafenCity Universität Hamburg, der TU Berlin, der ebs Immobilienakademie sowie am ISW Institut für Städtebau und Wohnungswesen und beim Verband für Wohneigentum und Stadtentwicklung.

## Ehrenamtliches Engagement für immobilienwirtschaftliche Vereine
Für immobilienwirtschaftliche Forschungsthemen engagiert sich Dobberstein seit 1994 im Rahmen ihrer Tätigkeit für die Gesellschaft für Immobilienwirtschaftliche Forschung (gif), von 1997 bis 2007 war sie Vorstandsmitglied der Gesellschaft. Im Arbeitskreises „Marktanalysen“ war sie Gründungsmitglied. Sie baute die ZIÖ Zeitschrift für Immobilienökonomie, die Verbandszeitschrift der gif und einzige wissenschaftliche Immobilienzeitschrift in Deutschland, mit auf und war deren Schriftleiterin bis 2007.
Als Verantwortliche für die Hochschulkontakte hat sie die jährliche Veranstaltungen „Hochschullehrerkonferenz“ und „Doktorandenkolloquium“ initiiert und diese Veranstaltungen mehrere Jahre verantwortet, sie konzipierte zudem den jährlich erscheinenden Hochschulführer.
Den Verein „Frauen in der Immobilienwirtschaft“ etablierte Dobberstein in Norddeutschland, u. a. mit Großveranstaltungen wie dem Hamburger Neujahrsdinner.

## Kontroverses
Das Ende von Dobbersteins Tätigkeit in Soest wurde von gegenseitigen, schweren öffentlichen Vorwürfen begleitet. Dobberstein warf der Soester Politik Frauenfeindlichkeit und Homophobie vor, der Bürgermeister wies die Vorwürfe entschieden zurück, Dobberstein wurde erst freigestellt und dann fristlos gekündigt.

## Veröffentlichungen (Auswahl)
- The Pro-cyclical Behaviour of Players in the Office Market – Interests, Pressures and Possible Alternatives. In: Real Estate Review, Volume 34 Number 1, Spring 2005
- Das prozyklische Verhalten der Büromarktakteure – Interessen, Zwänge und mögliche Alternativen. Arbeitspapier der Universität Dortmund, Fakultät Raumplanung, Fachgebiet Gewerbeplanung, Band 2, Dortmund 2000
- Kleine Büromärkte – das Beispiel Braunschweig. In: DISP 159 (4/2004)
- Scoringmodelle als Analyseinstrument des Immobilienportfoliomanagements. In: Grundstücksmarkt und Grundstückswert, Nr. 1/2000
- Bürobeschäftigte – Empirische Ermittlung von Bürobeschäftigtenquoten für Büroflächenanalysen. In: Grundstücksmarkt und Grundstückswert, Nr. 6/1997
- Gewerbeplanung im Spannungsfeld öffentlicher und privater Interessen. In: Zeitschrift für Immobilienökonomie 1. Jg., Heft 1/2002

## Auszeichnung
- Immobilienforschungspreis der Gesellschaft für immobilienwirtschaftliche Forschung 1997, 1. Preis in der Kategorie Dissertationen[2]